# Recessen i Stade

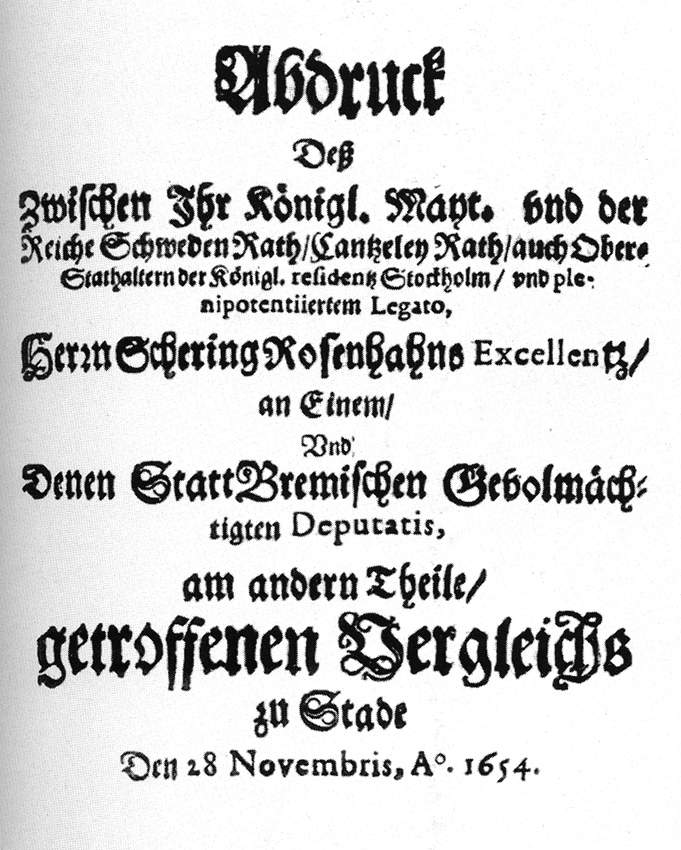
Titelsida till Recessen i Stade

Recessen i Stade kallas överenskommelsen mellan Sverige och staden Bremen den 28 november 1654 i Stade, som avslutade det första bremiska kriget. Enligt recessen skulle staden Bremen ställa sig under de svenska kungarna på samma sätt som den ställt sig under de forna bremiska ärkebiskoparna.
Övriga villkor var:
- staden förband sig till utrikespolitisk solidaritet med Sverige
- Sverige lovade hjälpa staden mot "obilligt våld"
- Sverige lovade att befordra stadens handel
- vissa strategiska platser runt staden överläts till Sverige
- staden erlade ersättning för kostnader i samband med att de svenska trupperna avtågade

Frågan om stadens riksomedelbarhet sköts upp till ett senare tillfälle.